# 楊文意
楊文意（ローマ字:Yang Wenyi、1972年1月11日- ）は、中華人民共和国の競泳選手。1988年ソウルオリンピック、1992年バルセロナオリンピックに出場。バルセロナ大会では金メダルを獲得した。

## 経歴
楊文意は、1978年に上海のスポーツクラブで水泳をはじめ、各世代の国内記録を延18回更新した。1984年には上海市のチームに入り、1986年にはナショナルチームに入った。1988年4月には50m自由形で24秒98の世界新記録を樹立、女子選手としてはじめて25秒の壁を突破した。同年のソウルオリンピックで初めて実施された50m自由形で金メダル獲得が期待されるも、この大会で6個の金メダルを獲得した東ドイツのクリスティン・オットーに敗れ銀メダルに終わった。
1990年アジア大会では50m自由形、100m背泳ぎ、4×100mリレーの3種目で金メダル、さらに1992年のバルセロナオリンピックでは50m自由形で、24秒79の世界新記録を出し、金メダルを獲得した。